# Sisyphus lobi
Sisyphus lobi är en skalbaggsart som beskrevs av Yves Cambefort 1984. Sisyphus lobi ingår i släktet Sisyphus och familjen bladhorningar. Inga underarter finns listade i Catalogue of Life.